# 4. Armee (Japanisches Kaiserreich)
Die 4. Armee (jap. 第4軍, Dai-yon-gun) war ein Großverband des Kaiserlich Japanischen Heeres. Sie wurde zwischen 1904 und 1945 zweimal aufgestellt und demobilisiert. Ihr Tsūshōgō-Code (militärischer Tarnname) war Licht (光, Hikari).

## Geschichte

### 1904 bis 1906
Mit der Landung der 10. Division auf der Liaoyanghalbinsel wurde am 24. Juni 1904 unter dem Befehl von General Nozu Michitsura die 4. Armee gebildet. Sie machte sich unverzüglich auf den Weg nach Liaoyang, um dort von der 2. Armee die 5. Division zu übernehmen. Am 31. Juli 1904 kam es zur Schlacht von Hsimucheng, in der die russischen Truppen zum Rückzug gezwungen wurden. Direkt im Anschluss nahm die 4. Armee, zusammen mit der 2., an der Schlacht von Liaoyang siegreich teil. Im gleichen Jahr beteiligte sie sich auch an der Schlacht am Shaho und im Januar 1905 an der Schlacht von Sandepu. Im Februar 1905 kam es zur damals größten Landschlacht seit der Völkerschlacht bei Leipzig, als die 4. Armee mit der 1., 2., 3. und 5. Armee an der Schlacht von Mukden teilnahm.
Nach Ende der Kampfhandlungen wurde die 4. Armee am 17. Januar 1906 demobilisiert.

### 1938 bis 1945
Am 15. Juli 1938 wurde die 4. Armee im Zuge des Zweiten Japanisch-Chinesischen Krieges wieder neu aufgestellt und diente als Teil der 1. Regionalarmee im japanischen Marionettenstaat Mandschukuo für Garnisonsaufgaben. Ihr Hauptquartier befand sich im nordmandschurischen Bei’an, welches sie stark befestigte. Ziel war es, an der mandschurisch-sowjetischen Grenze Stärke gegenüber der Sowjetunion zu zeigen, nachdem es bereits mehrfach zu Grenzzwischenfällen gekommen war. Die 1. Regionalarmee und damit die 4. Armee war Bestandteil der Kwantung-Armee. Die Kämpfe in China und, im Zuge des Pazifikkriegs, in Südostasien führten zum Abzug von Material und Truppen aus Mandschukuo, wodurch die Armee geschwächt zurückblieb. 
Gegen Ende des Zweiten Weltkriegs griff am 8. August 1945 die kampferprobte Rote Armee in der Operation Auguststurm die Mandschukuo und das japanische Kaiserreich an. Die quantitativ und qualitativ schlecht ausgerüstete 4. Armee konnte keinen nachhaltigen Widerstand leisten. Große Teile der Armee wurden überrannt, einige konnten sich bis auf Harbin zurückziehen, wo sie sich nach der Kapitulation Japans ebenfalls ergaben.

## Oberbefehlshaber
|    | Name                             | Von                | Bis                |
| -- | -------------------------------- | ------------------ | ------------------ |
| 1. | General Nozu Michitsura          | 30. Juni 1904      | 12. Januar 1906    |
|    | demobilisiert                    | 12. Januar 1906    | 15. Juli 1938      |
| 2. | Generalleutnant Nakashima Kesago | 15. Juli 1938      | 1. August 1939     |
| 3. | Generalleutnant Ushiroku Jun     | 1. August 1939     | 28. September 1940 |
| 4. | Generalleutnant Washizu Jōhei    | 28. September 1940 | 15. Oktober 1941   |
| 5. | Generalleutnant Yokoyama Isamu   | 15. Oktober 1941   | 21. September 1942 |
| 6. | Generalleutnant Kusaba Tatsumi   | 21. September 1942 | 7. Februar 1944    |
| 7. | Generalleutnant Nishihara Kanji  | 7. Februar 1944    | 23. März 1944      |
| 8. | Generalleutnant Uemura Mikio     | 23. März 1944      | September 1945     |

## Untergeordnete Einheiten

### 1904 bis 1906
- 4. Armee-Stab
- 5. Division
- 10. Division

### 1938 bis 1945
Folgende Einheiten waren der 4. Armee im August 1945 unterstellt:
- 4. Armee-Stab
- 119. Division (Hailar)
- 123. Division (Sunwu)
- 149. Division (Tsitsihar)
- 80. Selbstständige gemischte Brigade (Hailar)
- 131. Selbstständige gemischte Brigade (Harbin)
- 135. Selbstständige gemischte Brigade (Aihun)
- 136. Selbstständige gemischte Brigade (Nencheng)
- weitere kleinere Einheiten